# Джайдіп Мукерджа
Джайдіп Мукерджа (нар. 21 квітня 1942) — колишній індійський тенісист.
Найвищу одиночну позицію світового рейтингу — 120 місце досяг 3 червня 1974 року.
Найвищим досягненням на турнірах Великого шолома були чвертьфінали в парному розряді.
Завершив кар'єру 1975 року.

## Титули в одиночному розряді (10)
| Результат | Ранг | Дата | Турнір                                          | Місце      | Покриття | Суперник                   | Рахунок                 |
| --------- | ---- | ---- | ----------------------------------------------- | ---------- | -------- | -------------------------- | ----------------------- |
| Перемога  | 1.   | 1963 | Adelboden International                         | Адельбоден | Ґрунт    | Ярослав Дробний (тенісист) | 4–6, 6–1, 6–2           |
| Перемога  | 2.   | 1965 | Indore International                            | Індаур     |          | Майкл Сенгстер             | 7–5, 6–2, 6–1           |
| Перемога  | 3.   | 1966 | Finland International Championships             | Гельсінкі  |          | Аллен Фокс                 | 7–5, 4–6, 10–8          |
| Перемога  | 4.   | 1966 | Asian Championships                             | Колката    |          | Раманатхан Крішнан         | 6–4, 6–3, 6–2           |
| Перемога  | 5.   | 1966 | Central India Championships                     | Праяградж  |          | Ніколас Калогеропулос      | 6–3, 4–6, 4–6, 6–4, 6–2 |
| Перемога  | 6.   | 1966 | India National and Northern India Championships | Нью-Делі   |          | Премджіт Лалл              | 4–6, 6–3, 6–4, 6–0      |
| Перемога  | 7.   | 1967 | Western India Championships                     | Мумбай     |          | Боб Кармайкл               | 5–7, 4–6, 6–2, 6–3, 6–3 |
| Перемога  | 8.   | 1969 | Asian Championships                             | Колката    |          | Білл Тайм                  | 6–2, 6–1, 6–0           |
| Перемога  | 9.   | 1971 | India National Championships                    | Делі       |          | Премджіт Лалл              | 7–5, 6–3, 6–3           |
| Перемога  | 10.  | 1972 | Asian Championships                             | Пуне       |          | Віджай Амрітрадж           | 1–6, 6–3, 6–4, 6–4      |